# Заборожка
Заборожка — деревня в Выскатском сельском поселении Сланцевского района Ленинградской области.

## История
Деревня Забырышка упоминается на карте Санкт-Петербургской губернии Ф. Ф. Шуберта 1834 года.

ЗАБОРОШКА — деревня принадлежит господам Харламовым, число жителей по ревизии: 26 м. п., 28 ж. п. (1838 год)

ЗАБОРОЖКИ — деревня наследников Харламовых, по просёлочной дороге, число дворов — 8, число душ — 21 м. п. (1856 год)

ЗАБОРОЖКА — деревня владельческая при речке безымянной, число дворов — 10, число жителей: 35 м. п., 31 ж. п. (1862 год) 

Сборник Центрального статистического комитета описывал её так:

ЗАБОРОЖКА — деревня бывшая владельческая, дворов — 9, жителей — 59; лавка, ветряная мельница. (1885 год)

В XIX — начале XX века деревня административно относилась к Выскатской волости 1-го земского участка 1-го стана Гдовского уезда Санкт-Петербургской губернии.
Согласно Памятной книжке Санкт-Петербургской губернии 1905 года деревня входила в Пантелейковское сельское общество.

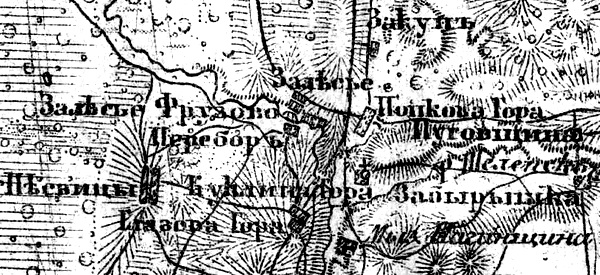
Деревня Заборожка на карте 1919 года

Согласно карте Петроградской и Эстляндской губерний 1919 года деревня называлась Забырышка.
По данным 1933 года деревня Заборожка входила в состав Попковогорского сельсовета Рудненского района.
По состоянию на 1 августа 1965 года деревня Заборожка входила в состав Выскатского сельсовета Кингисеппского района.
По данным 1973 года деревня Заборожка входила в состав Попковогорского сельсовета Сланцевского района.
По данным 1990 года деревня Заборожка входила в состав Выскатского сельсовета.
В 1997 году в деревне Заборожка Выскатской волости проживали 16 человек, в 2002 году — 19 человек (русские — 89 %).
В 2007 году в деревне Заборожка Выскатского СП проживали 19, в 2010 и 2011 годах — 28, в 2012 году — 32, в 2013 году — 29, в 2014 году — 28 человек.

## География
Деревня расположена в центральной части района на автодороге 41К-805 (Клин — Заборожка), к югу от автодороги 41К-783 (Попкова Гора — Казино).
Расстояние до административного центра поселения — 7 км.
Расстояние до ближайшей железнодорожной платформы Сланцы — 13 км.

## Демография
| 1862 | 2007 | 2010 | 2017 |
| ---- | ---- | ---- | ---- |
| 66   | ↘19  | ↗28  | ↗31  |

## Инфраструктура
На 2014 год в деревне было зарегистрировано 10 домохозяйств.